# توحيد المعطيات
توحيد المعطيات على دمج المعلومات المأخوذة من مصادر متعددة واستخدامها المفيد لتطوير برنامج عمل. يتطلب ذلك عملية جمع ملايين المعطيات وتصويبها وحذف ما تكرر منها. وتقتضي المهمة البرمجة والتعلم الآلي.